# Acido tenuazonico

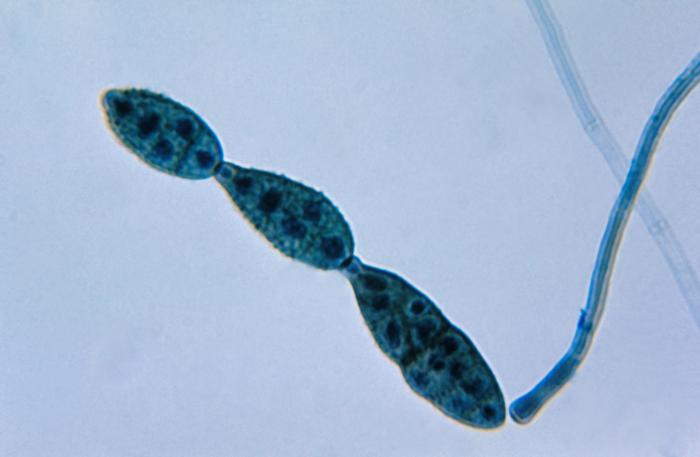
Alternaria sp.

El ácido tenuazónico es una micotoxina obtenida de Alternaria sp., encontrándose en esta planta en forma de sal. Es el metabolito más tóxico obtenido de estas plantas, con propiedades fitotóxicas y citotóxicas. Pertenece a la familia de las pirrolinas, caracterizadas por la presencia en su estructura de un anillo de pirrolina, que es un anillo alifático insaturado que consta de cuatro carbonos y un nitrógeno.  
La presencia de estos metabolitos tóxicos destaca particularmente en productos procedentes de la agricultura, tales como semillas, cacahuete, semillas de trigo y otros alimentos de consumo humano (sorgo, pimientos, fríjoles, semillas oleaginosas, frutas, bebidas alcohólicas).

Ácido tenuazónico.

A la derecha, estructura del ácido tenuazónico, denominada según la IUPAC como 3-acetil-5-(butal-2-il)-4-hidroxi-2,5-dihidro-1H-pirrol-2-ona.
El ácido tenuazónico, de fórmula molecular C10H15NO3, se describe como un líquido viscoso, ópticamente activo, que da una fuerte reacción con el hierro, tornándose de color naranja-rojo, y también con el cobre, dando lugar a un complejo verde de sal de cobre. Tiene comportamiento de monocetona y ácido monobásico, pudiendo ser convertido en isómero óptico hirviéndolo con agua alcalina. Su hidrólisis con ácido clorhídrico 0’1N da lugar al compuesto diacetilo. Tiene un peso molecular de 197.23 g/mol y un punto de fusión de 74-75’5 °C. Su solubilidad en agua es de 7’6 g/L,
 Su localización puede ser extracelular o citoplasmática.,

## Mecanismo de toxicidad
Se trata de un inhibidor de la síntesis proteica eucariota. Su toxicidad se ha demostrado en perros, aves domésticas y embriones de pollo. El ácido tenuazónico inhibe la incorporación de aminoácidos en las proteínas microsomales y aumenta la cantidad de RNA soluble proporcional a la cantidad de tóxico presente. Su principal punto de acción es la liberación de proteínas sintetizadas de novo desde el ribosoma
También tiene acción sobre plantas (por lo que también puede servir como herbicida), inhibiendo el flujo de electrones desde la plastoquinona QA a QB en el fotosistema II. Las plastoquinonas son lípidos isoprenoides que aceptan dos electrones y se reducen a plastoquinol, permitiendo almacenar energía y transferir los electrones a la siguiente molécula de la cadena transportadora de electrones.

El ácido tenuazónico impide el paso de los electrones desde Qa a Qb en el fotosistema II, inhibiendo la fotosíntesis.

Sin embargo, el ácido tenuazónico no afecta a las ribulosa-1,5-bisfosfato (RuBP) carboxilasas, los tilacoides, los pigmentos fotosintéticos ni la molécula donadora del fotosistema II. Se ha considerado, por lo tanto, un nuevo tipo de inhibidor de la fotosíntesis mediante su acción sobre el fotosistema II.

## Efectos tóxicos
Los efectos tóxicos del ácido tenuazónico han sido demostrados en un estudio en el que se administraron diferentes extractos de Alternaria sp. a ratones. Los resultados evidenciaron  que la dosis administrada en el ensayo era letal para el 54-64% de los ratones en un intervalo de 10 días. En el estudio se concluyó que la toxicidad de los metabolitos de Alternaria sp. está causada principalmente por una sal del ácido tenuazónico. La dosis letal 50  obtenida en este estudio para el ácido tenuazónico vía oral fue entre 100-200 mg/kg, muy cercana a la obtenida en un estudio anterior en ratas hembra (137-205 mg/Kg).
A la vista de la alta dosis necesaria para producir efectos tóxicos no se considera este tóxico como un problema de micotoxinas representativo, pero se deben realizar análisis alimentarios para descartar altas concentraciones en alimentos como recomienda la EFSA.
 No se encontró actividad mutagénica del ácido tenuazónico en bacterias y no hay estudios de genotoxicidad o carcinogenicidad para las toxinas de Alternaria sp. Los efectos observados en el estudio de toxicidad en ratones fueron pérdida de peso, anorexia y hemorragia gastrointestinal.
También se ha detectado toxicidad en pollos  al aumentar la toxicidad de niveles subletales a niveles letales progresivamente,al aumentar la dosis de TeA se redujo la eficiencia de alimentación, el aumento de peso y aparecieron hemorragias intestinales.
La alta actividad biológica del ácido tenuazónico al asociarse con iones como magnesio o calcio  puede tener un papel relevante en desórdenes  hemolíticos como Onyalai, aunque se requiere de más investigación.

## Aplicaciones
El ácido tenuazónico ha sido estudiado por su posible aplicación terapéutica en el tratamiento de la enfermedad de Alzheimer. Esta enfermedad está caracterizada por bajos niveles de Acetilcolina (Ach), aumento de producción de radicales libres y especies reactivas de oxígeno (ROS). Todos estos efectos contribuyen al aumento del estrés oxidativo. Un estudio demostró que el ácido tenuazónico puede ser de interés en el tratamiento de esta enfermedad al presentar actividad como inhibidor de la acetilcolinesterasa, contribuyendo a aumentar los niveles de acetilcolina, actividad antioxidante y actividad quelante para metales pesados, que son considerados promotores del incremento del estrés oxidativo.
 Un estudio realizado en la Universitá degli Studi di Bari Aldo Moro (Bari, Italia)  demostró que la utilización de híbridos de ácido tenuazónico con fármacos actualmente utilizados en el tratamiento del Alzheimer (Galantamina) mostraron una mayor inhibición de la acetilcolinesterasa.